# Adoniram Judson Gordon
Adoniram Judson Gordon ou simplesmente A. J. Gordon foi um dos mais influentes ministros de sua geração. Fundou o Gordon College, um dos pioneiros no ensino para o ministério feminino, um ocupação que até hoje encontra obstáculos no meio religioso.
Gordon editou dois livros de hinos, a fim de enriquecer a música congregacional em Clarendon Street Church. É autor de hinos religiosos reconhecidos em seu meio.
Foi influenciado por John Nelson Darby, e possivelmente foi o mentor que mais influenciou o ministério de E. W. Kenyon, que trocou o agnosticismo pela fé. 

## Biografia
Nasceu em New Hampshire em 13 abril de 1836, faleceu em 2 de fevereiro de 1895).
Seu pai, John Calvin Gordon, foi um diácono Batista. Sua mãe, Sally Robinson Gordon, mais tarde foi descrito por Gordon como "uma ministra cuja família (de doze crianças) foi sua paróquia".
Seu nome é uma homenagem ao primeiro missionário americano enviado à Birmânia, Adoniram Judson, e tinha concluído, naquele período, uma recente tradução da Bíblia para o birmanês.
Sob a liderança de Gordon a Clarendon Street Church foi descrita como "uma das mais espirituais e agressivas na América”. 
Ele se tornou um orador favorecido durante o evangelismo de Dwight L. Moody nas convenções de Northfield. Moody construiu a suas tendas temporárias para pregação, durante suas convenções, do outro lado da rua da igreja pastoreada por Gordon. 
Em outubro 2, 1889, com a ajuda e apoio da Clarendon Street Church, ele fundou o Gordon College, originalmente chamada Boston Missionary Training Institute. Ele atuou como seu primeiro presidente. Assegurou que as mulheres do Gordon College fossem tão bem-vindas como os homens, sem dúvida uma grande política progressista para a época. O Gordon College mantém a tradição de formação de mulheres pastoras. 

## Pensamento
Em seu livro The Ministry of the Holy Spirit, prefácio escrito pelo F.B. Meyer, o Dr. Gordon escreveu: "Parece claro nas Escrituras que ainda é o dever e o privilégio de fiéis para receber o Espírito Santo conscientemente, ação definitiva de apropriar-se da fé, da mesma forma que recebeu Jesus Cristo.

## Alguns obras[3]
- A Faithful Past; An Expectant Future
- Adoniram Judson Gordon: A Biography
- Congregational Worship
- Ecce Venit
- Fifty Eight A. J. Gordon Quotations
- The First Thing in the World, or, The Primacy of Faith
- The Holy Spirit in Missions
- How Christ Came to Church
- In Christ, or, The Believer's Union with His Lord
- Journal of Our Journey
- The Ministry of Healing, or, Miracles of Cure in All Ages
- The Ministry of the Spirit
- The Ministry of Women
- A School of Christ
- Shaping A Heritage
- The Twofold Life, or, Christ's Work for Us and Christ's Work in Us
- Yet Speaking: A Collection of Addresses